# Irkalla
A la mitologia Mesopotàmica, Irkalla (Accadi, també Ir-Kalla, Irkalia), Kur (sumeri) o Ersetu (Accadi) és l'inframon del que no hi ha cap retorn. També era anomenad terra del no retorn, Kurnugia en sumeri i Erset la tari en Accadi. Kur és governat per la deessa Ereixkigali i el seu consort, el déu de la mort Nergal.
Irkalla era originàriament un altre nom per Ereshkigal, qui va governar el inframon en solitari fins que Nergal va ser enviat al inframon i va seduir Ereshkigal (a la mitologia babilònica). Ambdós la deitat i la ubicació van ser anomenats Irkalla, tal com passava amb Hades a la mitologia grega.
L'inframon sumeri era un lloc per els cossos dels morts després de la seva mort. El viatge al món dels morts passava a través de set portes en el seu viatge a través del portal deixant articles de roba i ornaments a cadascuna de les portes, no necessàriament per elecció, ja que hi hi havia un guardià a cada porta que agafava un peatge pel passatge i per evitar que els morts anèssin per un camí incorrecte. Els cossos dels morts es descomponen al més enllà de la mateixa manera com ho farien al món dels vius.
En ser una destinació subterrània on van els morts, Irkalla és similar al Sheol de la Bíblia hebrea o al Hades de la mitologia grega clàssica. És diferent d'altres versions més esperançadores del més enllà, com la que tenien els contemporanis egipcis i posteriorment a la filosofia Platònica, al judaisme, i al cristianisme. Irkalla també és diferent del Tàrtar grec i la perspectiva cristiana del infern. A Irkalla no hi ha cap càstig o recompensa, sent més aviat una versió més trista de la vida al món dels vius, tenint Erishkigal un doble paper d'alcaid i guardià dels morts més que un governant sinistre com Satan o els déus de la mort d'altres religions.